# 사만 호다
사만 호다(영어: Saman Khuda, Saman Khoda, Saman-khudat, ? ~ ?)는 사만 왕조의 창시자이다.

## 생애
사만은 사산 인들의 역사에 중대한 영향을 남긴 미흐란 가의 출신자이자, 사산 왕조의 통치자였던 바흐람 코빈의 후손이다.
사만은 본래 발흐 지역의 조로아스터교 신자였으나, 호라산(en:Greater Khorasan)의 칼리파 아사드 이븐 압드 알라 알콰스리(Asad ibn ‘Abd Allah al-Qasri, 723 ~ 727)에게 감명받아 이슬람으로 개종하였다. 사만은 이슬람의 지지자라는 명목으로 아들에게 아사드 이븐 사만이라는 이름을 붙였으며, 8세기 초의 칼리파 아사드 이븐 압드 알라 알콰스리의 시대에는 메르브 지역에서 거주했다. 또한 사만은 아프가니스탄 북부 발흐 지역의 소유자였다.
819년에 아바스 왕조의 칼리파 알마문(al-Mamun, 786 ~ 833)은 아사드 이븐 사만의 네 아들에게 라피의 반역을 저지한 대가로 사마르칸트, 페르가나, 타슈켄트, 헤라트의 통치자가 되는 것을 약속하였다. 사만 왕조는 여기에서 시작되었으며, 875년의 나스르 1세의 치세엔 공식적으로 독립하고, 이스마일의 통치 시대엔 사파르 왕조를 격퇴하고 호라산을 병합하는 등 정점에 다다랐다.